# 国会 (ハンガリー)
国会（こっかい、ハンガリー語:  Országgyűlés [ˈorsɑ̈ːɡɟyːle̝ːʃ]）は、ハンガリーの立法府である。

## 概要
一院制で定数199、任期は4年となっている。ハンガリーでは「国会」( országgyűlés [ˈorsɑ̈ːɡɟyːle̝ːʃ]) と「国民議会」( nemzetgyűlés [ˈnemzɛɟɟyːle̝ːʃ]) は区別されており、歴史的にも、現在も基本的にはハンガリーの議会は「国会」と呼ばれている。ハンガリーにおいてはハンガリー評議会共和国の崩壊の後、1918〜1927年に一院制の「国民議会」( Nemzetgyűlés [ˈnemzɛɟɟyːle̝ːʃ]) が設置され、1944年12月〜1945年秋の間に「臨時国民議会」(Ideiglenes Nemzetgyűlés [ˈidɛiglɛneʃˌnemzɛɟɟyːle̝ːʃ]) が設置されていた。1945年秋以降は一院制（衆議院のみ）の国会となっている。
議長と副議長（5名）、事務局が置かれている。常設委員会は15あり、法案の審議や報告、閣僚の活動の監督を行なっている。ハンガリー憲法裁判所は法令の合憲性を審議する権限を持っている。また会期は2月1日～6月1日及び9月1日～12月15日の二期。なお国会は1902年からハンガリーの首都であるブダペストにある現在の国会議事堂で開かれている。

## 選挙制度
2010年総選挙まで議席は小選挙区176（二回投票制）、県別比例区152、死票を集計する全国補償比例区58による小選挙区制と比例代表制を組み合わせた制度となっていたが、比例区では阻止条項として、得票率が 5% 未満の政党には議席が配分されないことになっていた。全体としては小選挙区比例代表並立制と小選挙区比例代表併用制の中間的な制度といえる。なお2011年12月に国会議員選挙法改正案が可決され、2014年3月に行われた総選挙から、定数が386議席から199議席に削減された。また選挙制度も県別比例代表制が廃止され、小選挙区93名（2回投票制から1回投票制に変更）と全国比例代表106名（5％阻止条項は現行通り）の並立制に変更された。

## 会派別議席数
3名以上の議員を有する政党は党単独で議員団を結成する事ができる。
|            |                                                                  |        |
| 政党・会派 | 政党・会派                                                       | 議席数 |
|            | フィデス＝ハンガリー市民同盟・キリスト教民主人民党 Fidesz - KDNP | 135    |
|            | 統一ハンガリー Egységben Magyarországért                         | 57     |
|            | 我らが祖国 MHM                                                   | 6      |
|            | ハンガリー・ドイツ少数民族自治体 LdU - MNOÖ                      | 1      |